# Hollywood Vampires (banda)
Hollywood Vampires é um supergrupo de hard rock estadunidense, formado pelos renomados músicos Alice Cooper, Joe Perry (Aerosmith), Johnny Depp, Tommy Henriksen, Robert DeLeo (Stone Temple Pilots), Matt Sorum (ex-Guns N' Roses) e Bruce Witkin.

## História

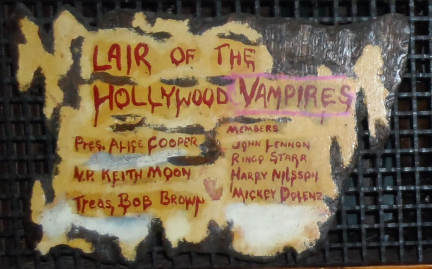

Em 1972, no andar de cima de um bar de Hollywood chamado Rainbow Bar & Grill na Sunset Strip, nasceu o "Lair of The Hollywood Vampires". Era um local de encontro para as estrelas de rock que viviam ou passavam por Los Angeles. “Para se juntar ao clube, o candidato tinha que simplesmente oferecer um drink a todos os membros”, disse Alice Cooper, o membro fundador dos Vampires.
| “ | "Nós tínhamos uma espécie de clube, uma confraria de amigos que se encontravam para beber juntos. Todas as noites, e eu reitero, TODAS as noites nós acabávamos no Rainbow, famoso bar roqueiro de LA, bebendo até o sol nascer. Por isso acabaram nos chamando de vampiros. A única diferença era que bebíamos álcool, não sangue." | ” |

Assim, percebe-se que esse grupo (que não tocava) tinha por objetivo, além de jogar conversa fora, descobrir quem bebia mais nos bares de Los Angeles. Além de Alice Cooper, também participavam do grupo: Keith Moon, Ringo Starr, John Lennon, Micky Dolenz e Harry Nilsson. Com a entrada de novos membros ou apenas convidados que vinham a calhar, como Sir Elton John, por exemplo, o grupo cresceu e foi se reunindo por outras cidades dos Estados Unidos e certa vez foram parar até em Londres, na Inglaterra.
Quatro décadas depois, os Hollywood Vampires tornou-se uma banda. Joe Perry, guitarrista da banda, informou que um dos principais objetivos do supergrupo é reunir músicos para fazer covers de canções escritas por amigos.
O primeiro disco do supergrupo, autointitulado, foi lançado no dia 11 de setembro de 2015. Ele é composto essencialmente por covers de clássicos do rock dos anos 1970. Participaram do álbum, além dos cinco titulares, músicos das estirpes de Paul McCartney, Slash, Zak Starkey (baterista, ex-Oasis e filho de Ringo Starr) e o produtor Bob Ezrin.
Apesar de não participarem do álbum de estreia da superbanda, Duff McKagan(Guns N' Roses) e Matt Sorum (ex-Guns N' Roses) fazem parte do line-up da banda ao vivo.
A estreia ao vivo da banda aconteceu no dia 17 de Setembro de 2015, em Los Angeles. 7 dias depois, o supergrupo participou do Rock in Rio 2015, no dia 24 de setembro. Para este show no Rock in Rio, a banda convidou o guitarrista brasileiro Andreas Kisser, que participou da canção “School’s out”.

## Integrantes
- Alice Cooper – vocais, harmonica
- Joe Perry – guitarras, backing vocals, teclados
- Johnny Depp – guitarras, vocais

### Músicos de apoio

#### Atuais
- Tommy Henriksen – guitarras, teclados, backing vocals
- Glen Sobel – bateria
- Chris Wyse – baixo, backing vocals
- Buck Johnson – teclados, guitarras, backing vocals

#### Antigos
- Duff McKagan – baixo, backing vocals
- Matt Sorum – bateria, vocais
- Bruce Witkin – teclados, guitarras, backing vocals
- Robert DeLeo – baixo, backing vocals
- Brad Whitford – guitarras

### Músicos em estúdio
- Tommy Henriksen – teclados, guitarras, backing vocals
- Bruce Witkin – baixo, teclados, guitarras
- Glen Sobel – bateria

## Discografia
- 2015 - Hollywood Vampires
- 2019 - Rise